# Stade Cheikha Ould Boïdiya
Het Stade Cheikha Ould Boïdiya is een multifunctioneel stadion in Nouakchott, een stad in Mauritanië. In deze stad ligt het stadion aan de Rue de l' Espoir. In het stadion is plaats voor 5.000 toeschouwers. Tot 2012 was de naam Stade de la Capitale.